# Чемпіонат світу з хокею із шайбою (дивізіон I)
Чемпіонат світу з хокею із шайбою (дивізіон I) — щорічне змагання, яке організовується Міжнародною Федерацією хокею із шайбою з 1951 року. Другий ешелон чемпіонату світу з хокею із шайбою. Спочатку турнір мав назву Група В, переможець якої виходив до групи найсильніших.

## Історія
Як перший дивізіон утворений у 2001 році із збірних групи В та найкращих збірних групи С. Переможці груп виходили до групи А, збірні які посідали останні місця у групах вилітали до другого дивізіону. Такий формат змагань зберігався до 2011 року.
Починаючи з 2012 року змінився формат чемпіонату. Групи стали багаторівневими. Відтепер до групи найсильніших виходили переможці групи А, а збірна що посідала останнє місце вилітала до групи В першого дивізіону. За підсумками змагань у групі В: переможець виходив до групи А, а збірна що посідала шосте місце вилітала до групи А другого дивізіону чемпіонату світу.
Два роки поспіль — 2020 та 2021 років, турніри не проводили через пандемію COVID-19, таким чином збірні залаишились у своїх групах.

## Група В

### Чемпіони 1951 – 2000 років
| Рік  | Національна збірна |
| ---- | ------------------ |
| 1951 | Італія             |
| 1952 | Велика Британія    |
| 1953 | Італія             |
| 1955 | Італія             |
| 1956 | НДР                |
| 1959 | Румунія            |
| 1961 | Норвегія           |
| 1962 | Японія             |
| 1963 | Норвегія           |
| 1965 | Польща             |
| 1966 | ФРН                |
| 1967 | Польща             |
| 1969 | НДР                |
| 1970 | США                |

| Рік  | Національна збірна |
| ---- | ------------------ |
| 1971 | Швейцарія          |
| 1972 | Польща             |
| 1973 | НДР                |
| 1974 | США                |
| 1975 | НДР                |
| 1976 | Румунія            |
| 1977 | НДР                |
| 1978 | Польща             |
| 1979 | Нідерланди         |
| 1981 | Італія             |
| 1982 | НДР                |
| 1983 | США                |
| 1985 | Польща             |

| Рік  | Національна збірна |
| ---- | ------------------ |
| 1986 | Швейцарія          |
| 1987 | Польща             |
| 1989 | Норвегія           |
| 1990 | Швейцарія          |
| 1991 | Італія             |
| 1992 | Австрія            |
| 1993 | Велика Британія    |
| 1994 | Швейцарія          |
| 1995 | Словаччина         |
| 1996 | Латвія             |
| 1997 | Білорусь           |
| 1998 | Україна            |
| 1999 | Данія              |
| 2000 | Німеччина          |

## Результати першого дивізіону
| 2001 | Польща, Словенія                  |                                   |                                   | Литва, Естонія                    |                                   |                                   |                                   |                                   |                                   |                                   |
| 2002 | Білорусь, Данія                   |                                   |                                   | Південна Корея, Китай             |                                   |                                   |                                   |                                   |                                   |                                   |
| 2003 | Казахстан, Франція                |                                   |                                   | Литва, Хорватія                   |                                   |                                   |                                   |                                   |                                   |                                   |
| 2004 | Білорусь, Словенія                |                                   |                                   | Бельгія, Південна Корея           |                                   |                                   |                                   |                                   |                                   |                                   |
| 2005 | Норвегія, Італія                  |                                   |                                   | Китай, Румунія                    |                                   |                                   |                                   |                                   |                                   |                                   |
| 2006 | Німеччина, Австрія                |                                   |                                   | Ізраїль, Хорватія                 |                                   |                                   |                                   |                                   |                                   |                                   |
| 2007 | Франція, Словенія                 |                                   |                                   | Китай, Румунія                    |                                   |                                   |                                   |                                   |                                   |                                   |
| 2008 | Угорщина, Австрія                 |                                   |                                   | Естонія, Південна Корея           |                                   |                                   |                                   |                                   |                                   |                                   |
| 2009 | Італія, Казахстан                 |                                   |                                   | Румунія, Австралія                |                                   |                                   |                                   |                                   |                                   |                                   |
| 2010 | Словенія, Австрія                 |                                   |                                   | Хорватія, Сербія                  |                                   |                                   |                                   |                                   |                                   |                                   |
| 2011 | Італія, Казахстан                 |                                   |                                   | Іспанія, Естонія                  |                                   |                                   |                                   |                                   |                                   |                                   |
| 2012 | Словенія, Австрія                 | Південна Корея                    | Україна                           | Австралія                         |                                   |                                   |                                   |                                   |                                   |                                   |
| 2013 | Італія, Казахстан                 | Україна                           | Велика Британія                   | Естонія                           |                                   |                                   |                                   |                                   |                                   |                                   |
| 2014 | Словенія, Австрія                 | Польща                            | Південна Корея                    | Румунія                           |                                   |                                   |                                   |                                   |                                   |                                   |
| 2015 | Казахстан, Угорщина               | Південна Корея                    | Україна                           | Нідерланди                        |                                   |                                   |                                   |                                   |                                   |                                   |
| 2016 | Словенія, Італія                  | Україна                           | Японія                            | Румунія                           |                                   |                                   |                                   |                                   |                                   |                                   |
| 2017 | Австрія, Південна Корея           | Велика Британія                   | Україна                           | Нідерланди                        |                                   |                                   |                                   |                                   |                                   |                                   |
| 2018 | Велика Британія, Італія           | Литва                             | Польща                            | Хорватія                          |                                   |                                   |                                   |                                   |                                   |                                   |
| 2019 | Казахстан, Білорусь               | Румунія                           | Литва                             | Нідерланди                        |                                   |                                   |                                   |                                   |                                   |                                   |
| 2020 | Скасовано через пандемію COVID-19 | Скасовано через пандемію COVID-19 | Скасовано через пандемію COVID-19 | Скасовано через пандемію COVID-19 | Скасовано через пандемію COVID-19 | Скасовано через пандемію COVID-19 | Скасовано через пандемію COVID-19 | Скасовано через пандемію COVID-19 | Скасовано через пандемію COVID-19 | Скасовано через пандемію COVID-19 |
| 2021 | Скасовано через пандемію COVID-19 | Скасовано через пандемію COVID-19 | Скасовано через пандемію COVID-19 | Скасовано через пандемію COVID-19 | Скасовано через пандемію COVID-19 | Скасовано через пандемію COVID-19 | Скасовано через пандемію COVID-19 | Скасовано через пандемію COVID-19 | Скасовано через пандемію COVID-19 | Скасовано через пандемію COVID-19 |
| 2022 | Словенія Угорщина                 | Польща                            | Китай Нідерланди                  | —                                 |                                   |                                   |                                   |                                   |                                   |                                   |
| 2023 | Велика Британія Польща            | Японія                            | Литва                             | Сербія                            |                                   |                                   |                                   |                                   |                                   |                                   |
| 2024 | Угорщина Словенія                 | Україна                           | Південна Корея                    | Нідерланди                        |                                   |                                   |                                   |                                   |                                   |                                   |
| 2025 | Велика Британія Італія            | Литва                             | Румунія                           | Хорватія                          |                                   |                                   |                                   |                                   |                                   |                                   |